# Neoborella
Neoborella är ett släkte av insekter. Neoborella ingår i familjen ängsskinnbaggar.
Kladogram enligt Catalogue of Life:
| Neoborella | \| \| Neoborella canadensis \| \| \| \| \| \| Neoborella pseudotsugae \| \| \| \| \| \| Neoborella tumida \| \| \| \| \| \| Neoborella xanthenes \| \| \| \| |
|            | \| \| Neoborella canadensis \| \| \| \| \| \| Neoborella pseudotsugae \| \| \| \| \| \| Neoborella tumida \| \| \| \| \| \| Neoborella xanthenes \| \| \| \| |
|            | Neoborella canadensis |
|            | |
|            | Neoborella pseudotsugae |
|            | |
|            | Neoborella tumida |
|            | |
|            | Neoborella xanthenes |
|            | |